# Diasterope procax
Diasterope procax is een mosselkreeftjessoort uit de familie van de Cylindroleberididae. De wetenschappelijke naam van de soort is voor het eerst geldig gepubliceerd in 2000 door Kornicker & Iliffe.